# Carole Boyce Davies
Carole Boyce Davies, profesorica, pisateljica, aktivistka * 1947, Trinidad in Tobago.
Carole Boyce Davies je bila rojena leta 1947 v Trinidadu in Tobagu očetu Franku Bridgemanu in materi Mary Boyce Joseph. Napisala je nagrajeni knjigi Left of Karl Marx: The Political Life of Black Communist Claudia Jones in Black Women, Writing, and Identity: Migrations of the Subject. Profesorica Davies ima doktorat iz filozofije, danes pa uči na Univerzi Cornell, kjer je profesorica afriških študij in angleščine. 

## Življenje
Carole Boyce Davies je študirala na Univerzi Maryland Eastern Shore in Univerzi Howard. Naredila je doktorat iz afriške književnosti na Univerzi v Ibadanu. Bila je profesorica na Državni univerzi New York v Binghamtonu, kjer je bila precej priljubljena. Na mednarodni univerzi Florida so jo leta 1997 zaposlili pri oblikovanju programa študija afriške diaspore. Postala je Herskovitsova profesorica in učila afriške študije na Univerzi Northwestern od leta 2000 do 2001. Bila je tudi profesorica programa Fulbright na Univerzi v Brasiliji (Brazilija) in na Univerzi Zahodne Indije. Leta 2014 je učila na univerzi za zunanje študije v Pekingu. Leta 2015 pa je bila izbrana za Katedro Kwame Nkrumah za afriške študije na Univerzi v Gani. Že od leta 2007 je Boyce Davies profesorica angleščine in afriških študij na univerzi Cornell.
Carole Boyce Davies ima veliko izkušenj na področju mednarodnega izobraževanja. Bila je so-direktorica programa študija v tujini v Londonu na Univerzi Binghamton. Poučevala je tudi o pisanju o temnopoltih ženskah, diaspori, trans nacionalizmu in akademskem pisanju. Vodila je tudi učiteljske inštitute v New Yorku, Miamiju, Floridi in na Karibih.
Leta 2011 je prejela nagrado ICABA kot ena najuspešnejših vodij, strokovnjakov in akademikov Južne Floride. Njena knjiga Left of Karl Marx: The Political Life of Black Communist Claudia Jones je leta 2008 prejela nagrado Letite Woods Brown in za najboljšo knjigo o zgodovini afroameriških žensk. Leta 2017 je prejela nagrado Frantza Fanona za življenjsko delo in nagrade Distinguished Africanist Award. Poleg tega so njene raziskave podprle štipendije Kellogg Foundation, Greene Family Foundation, Smithsonian Institution, Ford Foundation, Florida International University, American Council of Learned Societies ter SUNY - Binghamton Foundation in Caribbean Airlines.

## Filozofija
Carole Boyce Davies je aktivistka, ki se ukvarja s politiko, panafrikanizmom ter pravicami temnopoltih žensk v današnjem svetu. Kot aktivistka želi spremeniti družbene ter politične poglede, ki vključujejo temnopolte ženske, rasizem ter panafrikanizem. Slednji je pojem, ki spada pod ideološko filozofijo ter pomeni gibanje, ki je bilo ustanovljeno s ciljem vzpostavljanja samostojnosti afriških narodov ter enotnosti temnopoltih ljudi po celem svetu. Ideološka filozofija je osnovana na afriški družbi in socialističnih idejah ter je proti kolonialna. Njeni podporniki stremijo k osvoboditvi Afrike in vrnitvi družbe k izvornemu afriškemu humanizmu. To smer filozofije je Daviesova predstavila predvsem v delih Afriška diaspora: Afriški izvori in nove svetovne identitete (»The African Diaspora: African Origins and New World Identities«), Dekoloniziranje akademije: Študije afriške diaspore (»Decolonizing the Academy: African Diaspora Studies«) in v Enciklopediji afriške diaspore (»Encyclopedia of the African Diaspora«).
Profesorica Davies je spreminjala tudi rasistične poglede družbe na temnopolte ženske. Rasizem je miselnost ali ravnanje, v katerem je prisotno rasno razlikovanje, predvsem pri razlikovanju družbene vrednosti ter pravic. Ta pogled je Daviesova predstavila v delih Temnopolte ženske, pisanje in identiteta: Migracije subjekta (»Black Women, Writing, and Identity: Migrations of the Subject«) in Levo od Karla Marxa: Politično življenje temnopolte komunistke Claudie Jones (»Left of Karl Marx: The Political Life of Black Communist Claudia Jones«). Napisala je tudi dva članka na to temo: Film 12 let suženj slabo predstavlja odpor črncev proti zasužnjevanju (»Twelve Years a Slave Fails to Represent Black Resistance to Enslavement«) in Ni se le sklicevala na rasizem – živela ga je (»She Didn't Just Play the Race card – She actually Lived it«).

## Dela
- Študije o ženskah v afriški literaturi (»Ngambika: Studies of Women in African Literature«. Africa World Press, 1986)
- Iz Kumbla: karibske ženske in literatura (»Out of the Kumbla: Caribbean Women and Literature«. Africa World Press, 1990)
- Temnopolte ženske, pisanje in identiteta: Migracije subjekta (»Black Women, Writing, and Identity: Migrations of the Subject«. Routledge, 1994)
- Afriška diaspora: Afriški izvori in nove svetovne identitete (»The African Diaspora: African Origins and New World Identities«. Indiana University Press, 2001)
- Dekoloniziranje akademije: Študije afriške diaspore (»Decolonizing the Academy: African Diaspora Studies« (urednica z Meredith Gadsby, Charlesom Petersonom in Henrietto Williams). Africa World Press, 2003)
- Enciklopedija afriške diaspore (»Encyclopedia of the African Diaspora«. ABC-CLIO, 2008)
- Levo od Karla Marxa: Politično življenje temnopolte komunistke Claudie Jones (»Left of Karl Marx: The Political Life of Black Communist Claudia Jones«. Duke University Press, 2008)
- Claudia Jones: Onkraj omejitve (»Claudia Jones: Beyond Containment«. Ayebia Publishing Company, 2011)
- Karibski prostori: Poti pobega iz območij somraka (»Caribbean Spaces: Escape Routes from Twilight Zones«. University of Illinois Press, 2013)
- Film 12 let suženj slabo predstavlja odpor črncev proti zasužnjevanju (»Twelve Years a Slave Fails to Represent Black Resistance to Enslavement«, The Guardian. 10 januar, 2014)
- Ni se le sklicevala na rasizem – živela ga je (»She Didn't Just Play the Race card – She actually Lived it«. (z Jeremyjem Levittom), Miami Herald, 15 junij, 2016)